# 司马世云
司马世云（6世纪—548年2月1日），河内郡温县（今河南省焦作市温县）人，出自云中司马氏，东魏官员。

## 生平
司马世云轻浮阴险没有德行，曾任胶州刺史，屡次升任卫将军、颍州刺史。司马世云原本没有功勋业绩，只是因为叔叔司马子如的缘故，才多次出任州郡官职。司马世云仗着叔叔司马子如的权势，在任内聚敛钱财，恣意妄为地为非作歹。将要受到追查讯问时，司马世云心怀畏惧。武定五年正月辛亥（547年2月18日），司徒侯景占据黄河以南起兵叛乱，归附西魏，司马世云于是以颍州响应侯景叛乱，被侯景任命为仪同。这时司马世云的母亲垣南姿和弟弟们还在邺城，司马世云竟然一心一意追随侯景，没有一点顾忌犹豫。东魏将领们在颍川围困侯景时，司马世云登上城楼远远地面对将领们，出言很是无礼。高澄仍因为司马子如的老关系，又考虑到司马世云的弟弟们都有才干，免除他们的死罪，将他们流放到北部边境。十二月，侯景在涡阳战败，又因为和慕容绍宗相持数月粮食耗尽，司马世云率领部下向慕容绍宗投降。武定六年正月己亥（548年2月1日），司马世云又和慕容绍宗率领铁骑五千夹击侯景，被侯景杀死。

## 其他
因为司马世云随侯景反叛，司马世云母亲垣南姿的墓志中对司马世云避讳不提。

## 家庭

### 祖父母
- 司马兴龙，北魏鲁阳郡太守
- 略阳垣氏，北魏武威郡太守垣通第二女，垣南姿二姑[11]

### 父母
- 司马纂，北魏追赠岳州刺史
- 垣南姿，北魏武威郡太守垣通孙女，平北司马垣叡之女[11]

### 兄弟姐妹
- 司马膺之，北齐仪同三司、金紫光禄大夫、须昌县公
- 司马子瑞，北齐祠部尚书、温县文节伯
- 司马幼之，隋朝眉州刺史
- 司马季冲，北周左中郎将